# Абсурдистан
«Абсурдистан» (англ. Absurdistan) — фильм режиссёра Файта Хельмера, представленный ММКФ в 2008 году.
Фильм описывает историю, происходящую в восточном поселении, похожем на турецкую деревню.
В качестве основного языка фильма режиссёр выбрал русский. Съёмки фильма проходили в Азербайджане.
Слово «абсурдистан» — ироническое название страны, в которой абсурдные вещи стали нормой, особенно в политике и правительстве.
Первоначально термин был распространён среди диссидентов, которые обозначали им социалистические страны восточной Европы. Его часто использовал Вацлав Гавел по отношению к социалистической Чехословакии. В последнее время употребление термина расширилось на ближневосточные страны и страны постсоветского пространства.

Как описывает режиссёр: 
На фильм меня вдохновила реальная история, услышанная мною в новостях, о турецкой деревне, где женщины отказались давать мужчинам, пока те не починят канализацию 

## Сюжет
Население деревушки Абсурдистан составляет четырнадцать семей. Самая большая проблема для её обитателей — перебои с водой. Женщины же считают главной проблемой мужскую лень. Герои фильма Темелко и Ая влюбляются друг в друга. Но прежде, чем между ними установятся какие-либо отношения, Темелко должен помочь решить проблемы деревни с водой.

## Призы и награды[2]
- Баварский кинофестиваль 2008 год — специальный приз
- Фестиваль «Fantasporto» 2009 год — лучший иностранный фэнтезийный фильм